# Keresztesek utcája
A Keresztesek utcája (Křižovnické ulice) Prága Óvárosában a Keresztesek tere és a Jan Palach tér között húzódik észak-északkelet–dél-délnyugat irányban.
A közvélekedés szerint az utca és déli végén a tér keresztes lovagokról kapta nevét, ezért azokat gyakran „Keresztes lovagok utcája”, illetve „Keresztes lovagok tere” néven emlegetik. Ez a népetimológia egyik tévedése: a tér és az utca névadói valójában a Vörös Csillagkeresztes Lovagok rendjének szerzetesei voltak.

## Története
A Vörös Csillagkeresztes Lovagok 1342-ig az utca végén a mai Keresztes lovagok terén szedték a hídvámot a Judit hídon.
Északi részét a 17. századtól 1870-ig Gránátos utcának nevezték, azóta az egész utca Křižovnická, németül Kreuzherrengasse.

## Nevesebb épületei
Az utca elejére tekint le a Szent Ferenc-templom (kostel svatého Františka z Assisi) keleti fala és kolostorának bejárata — Křižovnická 1.
Vele szemben a Legszentebb Megváltó templomának könyvtára — Křižovnická 2.
U Křižovníků étterem a prágai emigráns képzőművészek „Křižovnická škola čistého humoru bez vtipu” (Crusaders' School of Pure Humour Without Jokes) társaságának törzshelye.
A Na Rejdišti Polgári Leányiskola neoreneszánsz épületét (Křižovnická 5.) Josef Srdínko tervezte. 1949-től 1990-ig(?) ápolónőképző volt. A bejárati fülkékben 1990-ig egy fiú és egy lány szobra állt egymással szemben; a portál felett Tomáš Štítný mellszobra látható.
A Prágai Tánckonzervatórium (eredetileg tanárképző intézet Křižovnická 7.), neoreneszánsz iskolaépületét František Schmoranz építette (1882—1885). A homlokzatát fiatal nők mellszobrai díszítik. A Tánckonzervatóriumot Jan Reimoser (Jan Rey) alapította 1945. október 11-én.
A Prágai Művészeti, Építészeti és Design Akadémia (Křižovnická 9.) neoreneszánsz épületét ifj. František Schmoranz és Jan Machytka építette (1882); az iskola 1885-ben nyílt meg. Homlokzatát homokkőből faragott domborművek díszítik; a táblákon a terület híres mestereinek neveit olvashatjuk. Az alagsorban a középkori városfal bástyájának töredékét tárták fel.
A Na Kocandě Ház (Křižovnická 14,, Kaprova 2) neoreneszánsz bérházat Václav Sigmund tervezte. Falán mellszoborral ellátott emléktábla jelzi, hogy itt született 1890-ben Jaroslav Heyrovský akadémikus. A házat 2016–2017-bes felújították. Ekkor fedezték fel az alagsorban az óváros a 13. század második negyedében épült erődfalának darabkáját a Valentin-kapu töredékével — ezen át vezetett az út a Moldva óvárosi gázlójához és azon át Klárovba (ma a Kisoldal része).
A Jan Palach tér sarkán a Four Seasons hotel áll. 
A szállóval szemben van a Kozlovna Apropos söröző és vendéglő (Křižovnická 87/4) cseh ételspecialitásokkal, hatnyelvű étlappal és Kozel sörökkel.
Az utca másik sörözője (Křižovnická 60/10) az U Rudolfina (a Rudolfinumnál).

## Fordítás
- Ez a szócikk részben vagy egészben  a   Křižovnická (Praha) című cseh Wikipédia-szócikk ezen változatának fordításán alapul.  Az eredeti cikk szerkesztőit annak laptörténete sorolja fel. Ez a jelzés csupán a megfogalmazás eredetét és a szerzői jogokat jelzi, nem szolgál a cikkben szereplő információk forrásmegjelöléseként.